# Louis Lambert (livro)

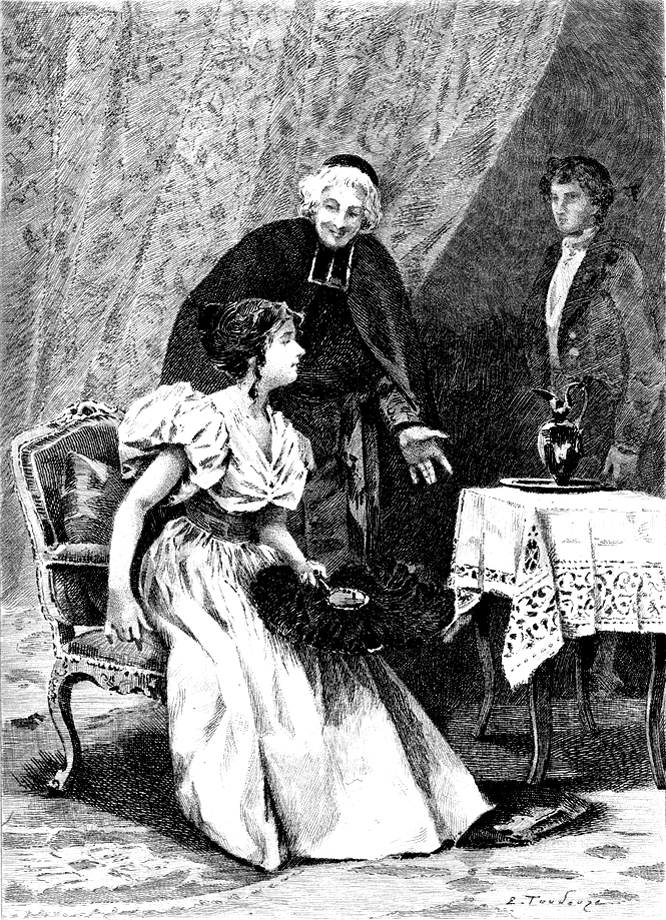
Ilustração de Louis Lambert

Louis Lambert é um romance de 1832 escrito pelo romancista e dramaturgo francês Honoré de Balzac (1799 - 1850).
Trata-se de um romance em primeira pessoa, cujo narrador não é o personagem principal, e sim um colega seu no colégio oratoriano de Vendôme, onde aliás o próprio Balzac estudou, o que leva a crer que o romance contém elementos autobiográficos. A visão crítica do colégio, com seu excesso de disciplina e falta de liberdade pessoal, lembra o grande clássico da literatura brasileira sobre o ambiente escolar, O Ateneu de Raul Pompeia, e outras obras do gênero. O livro de Balzac intercala, em meio à narração da história do misto de gênio e louco Louis Lambert, a reprodução de suas cartas a Pauline, longas digressões filosóficas e místicas, bem como as anotações de Pauline dos pensamentos de Lambert em sua fase final de "loucura".

## Contexto
A obra, com forte componente místico e filosófico, contribui para a descrição do sonambulismo magnético, que Balzac conheceu por meio das pesquisas de Alexis Didier, a quem considerava o maior clarividente de seu tempo. O gosto de Balzac pelas ciências paranormais alimentou a imaginação do autor, que projetou no personagem Louis Lambert seu gosto pela metafísica. Em seu Tratado sobre a Vontade o personagem demonstra em que medida as forças do espírito que nos escapam podem influenciar o comportamento físico. O romance também reflete os debates entre materialismo e espiritualismo que ocorreram na primeira metade do século XIX.

## Resumo
O romance, escrito em primeira pessoa, descreve o encontro do narrador com um jovem talentoso, aluno do Colégio dos Oratorianos em Vendôme graças à proteção de Germaine de Staël. Absorvido por seus estudos pessoais, Louis permanece isolado dos colegas, sendo com frequência alvo de zombaria e bullying. "Devorava livros de qualquer espécie, alimentando-se indiscriminadamente de obras sobre religião, história e literatura, filosofia e física. Ele havia me dito que encontrava prazer indescritível ao ler dicionários, por falta de outros livros." Entre suas leituras estão as teorias do místico sueco Emanuel Swedenborg, que reaparecem em Séraphîta. O jovem é um gênio cujos professores não compreendem sua sede pelo absoluto. Seu Tratado sobre a Vontade, escrito nesse período, é confiscado e destruído. Ao sair da escola, vive três anos em Paris, mas não se adapta à vida na grande cidade. De volta a Blois, apaixona-se por Pauline Salomon de Villenoix, neta de um judeu, a quem escreve cartas apaixonadas. Quando o narrador reencontra seu antigo colega do colégio, este caiu em profunda catalepsia, sendo julgado louco por todos, exceto Pauline, que anota cuidadosamente seus pensamentos.